# Anna Wellmann
Anna Wellmann (* 19. Mai 1995 in Xanten) ist eine deutsche Fußballtorhüterin.

## Karriere
Zunächst spielte Anna Wellmann in der Frauen-Hobbyrunde Schwaben/Oberbayern  beim ASV Hiltenfingen (Landkreis Augsburg) unter den Trainern Michael Bösch und Uli Missenhardt, die nach anfänglichen Einsätzen im Feld ihr außergewöhnliches Talent für die Position als Torhüterin entdeckten. Im Rahmen eines Turniers wurde sie von Armin Böck – Nachwuchstrainer der SpVgg Kaufbeuren – im Jahr 2011 entdeckt, dann spielte Wellmann fortan bis 2012 für die B-Juniorenmannschaft des Vereins. Mit Saisonbeginn 2012/13 rückte sie in die erste Frauenmannschaft des Vereins auf und gab am 1. September 2012 (1. Spieltag) beim 2:0-Sieg im Heimspiel gegen den SV Reitsch ihr Seniorendebüt in der Bayernliga. In ihrer ersten Saison erzielte sie 18, in den beiden darauffolgenden 20 und 22 Punktspiele.
Nach einer Saison beim Regionalligisten TSV Schwaben Augsburg folgte im Sommer 2016 der Wechsel zum Zweitligisten FC Bayern München II. Sie schaffte mit ihrer Mannschaft als Zweitplatzierter am Saisonende 2017/18 die Qualifikation zur eingleisigen zweiten Bundesliga, die ihre Mannschaft am Saisonende 2018/19 als Meister abschloss, wozu sie mit drei Punktspielen – zuletzt am 16. Dezember 2018 – beitrug. Am 5. November 2016 gehörte sie kurzfristig zum Kader der ersten Mannschaft, die das Bundesligaspiel bei der TSG 1899 Hoffenheim mit 1:0 gewann.
In der Winterpause der Saison 2018/19 unterschrieb sie beim Bundesligisten Bayer 04 Leverkusen einen bis zum 30. Juni 2020 gültigen Vertrag. Nach einer Verletzung von Stammtorhüterin Anna Klink gab sie am 16. November 2019 beim 1:0-Sieg über den 1. FFC Frankfurt im DFB-Pokal-Achtelfinale ihr Pflichtspieldebüt und kam kurz darauf im Derby gegen den 1. FC Köln zu ihrem Bundesligadebüt.
Zur Saison 2021/22 wurde sie vom Bundesligisten 1. FFC Turbine Potsdam verpflichtet, den sie mit Ablauf der Saison 2022/23 verließ. Am 23. Juni 2023 gab der FC Bayern München auf seiner Website die Verpflichtung der früheren Torhüterin ihrer zweiten Mannschaft bekannt, die einen bis zum 20. Juni 2026 datierten Vertrag erhielt. Am 13. Juni 2025 gab der FC Bayern München ihren Weggang auf der Website bekannt. Am 10. Juli 2025 wurde ihre Verpflichtung zu Sporting Lissabon öffentlich.

## Erfolge
- Deutscher Meister 2024 (mit dem FC Bayern München), 2025 (ohne Einsatz)
- DFB-Pokal-Sieger 2025 (mit dem FC Bayern München; ohne Einsatz)
- DFB-Supercup-Sieger 2024 (mit dem FC Bayern München; ohne Einsatz)
- Zweitligameister 2019 (mit dem FC Bayern München II)